# آلنگی
آلنگی (انگلیسی: Alngey) یک کوه آتشفشانی در شبه‌جزیره کامچاتکای کشور روسیه است.